# Sydne Rome
Sydne Rome (Akron (Ohio), 17 de març de 1951) és una actriu de cinema estatunidenca naturalitzada italiana.

## Biografia
Va créixer en una família jueva a Upper Sandusky (Ohio). El seu pare era president d'una corporació de plàstics a l'àrea d'Akron. Va començar la seva carrera al cinema l'any 1969 amb només 17 anys a la pel·lícula britànica Some Girls Do dirigida per Ralph Thomas. Personatge polifacètic i políglota, és una de les poques actrius d'Europa que ha treballat amb èxit i amb domini de la llengua en nombrosos països, des d'Itàlia fins a Alemanya, des de França a Gran Bretanya. Entre les pel·lícules més importants hi ha Què?, una pel·lícula de Roman Polański de 1972, que va protagonitzar al costat de Marcello Mastroianni, La Baby-Sitter, dirigida per René Clément, Folies bourgeoises, dirigida per Claude Chabrol, Schöner Gigolo, armer Gigolo, del 1978 al costat de David Bowie i Marlene Dietrich. Ha treballat molt a Itàlia, sobretot en cinema de gènere com el spaghetti western (Vivi o preferibilmente morti di Duccio Tessari), la commedia sexy (La sculacciata, de Pasquale Festa Campanile, 40 gradi all'ombra del lenzuolo, de Sergio Martino) i de fantasciència (La ragazza di latta, de Marcello Aliprandi i L'uomo puma, d’Alberto De Martino).
A la dècada de 2000 es va dedicar a diverses ficció televisiva, com ara Papa Giovanni i San Pietro. També va participar en la sèrie de televisió Don Matteo, interpretant dos papers: el 2001 el de Marisa Morante en un episodi de la segona temporada (titulat Scherzare col fuoco); a partir de 2009, però, el paper recurrent de la principal Susi Dallara en diversos episodis de la setena temporada, de la qual tornarà a ocupar el seu paper també en sèries posteriors. Va tornar al cinema l'any 2007 a Il nascondiglio de Pupi Avati, una pel·lícula que va suposar el retorn del director emilià al gènere gòtic. L'any 2010 va interpretar el paper de Sheyla, una de les integrants del duet Lymnos, a la pel·lícula Il figlio più piccolo, escrita i dirigida per Pupi Avati qui també la va dirigir a la pel·lícula Il cuore grande delle ragazze del 2011.

### Carrera televisiva i musical
També va treballar per a televisió a A tutto gag, un programa de varietats de 1980 a Rete 2 dirigit per Romolo Siena, a Quo vadiz? dirigida per Maurizio Nichetti a Rete 4 i a Grand Hotel, un espectacle de varietats a Canale 5 dirigit per Giancarlo Nicotra. El 1994 va presentar el programa Ciao Italia per a Rai 1 basat en textos de Marco Di Tillo.
Al costat de la seva carrera d'actriu, també va afegir la de cantant, enregistrant els seus primers 45 en francès el 1976 amb el títol La fin du film/Dans mon corazon, per al segell Polydor. El 1980 va gravar el seu primer àlbum homònim per al segell Easy Records Italiana, també distribuït a Alemanya. El 1983, en l'onada d'èxits dels Estats Units d'Amèrica de Jane Fonda, va llançar un àlbum de exercici aeròbic distribuït per Europa a molts països europeus.
Va gravar uns 45, com Io amo l'amore, el tema final de Quo vadiz?, i Angelo prepotente, el tema principal d'A tutto gag' ', escrit per Claudio Mattone que va demostrar ser un èxit comercial tan excel·lent que també va ser traduït per al mercat sud-americà amb el títol Angel prepotente i per al mercat de parla anglesa amb el títol For you.

### Altres activitats
També va posar diverses vegades per a la revista Playboy, els anys 1975, 1980 i 1982. El 2014 va ser dirigida al teatre pel director Antonio Salines, parella seva a La sculacciata, portant per primera vegada a l'escenari un espectacle que torna a proposar els temes de la pel·lícula de Robert Aldrich Què se n'ha fet, de Baby Jane?.

## Vida privada
El 1973 es va casar amb el fotògraf Emilio Lari. Des de 1987 està casada amb Roberto Bernabei, un famós geriatre, metge personal del Papa Francesc i fill de l'antic director general de Rai Ettore Bernabei.
Després d'un accident de cotxe l'any 2009, en què l'airbag li va explotar a la cara, va haver de sotmetre's a una cirurgia facial; tanmateix, el costat esquerre de la cara va romandre paralitzat durant uns dos anys.

## Filmografia

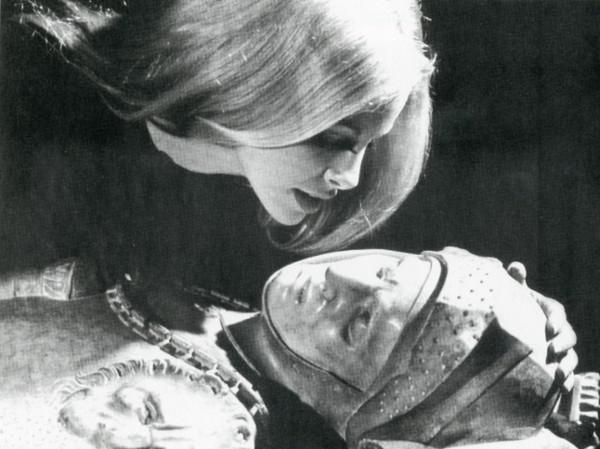
Sydne a La ragazza di latta (1970)

### Cinema
- Some Girls Do, dirigida per Ralph Thomas (1969)
- Vivi o preferibilmente morti, dirigida per Duccio Tessari (1969)
- La ragazza di latta, dirigida per Marcello Aliprandi (1970)
- Ciao Gulliver, dirigida per Carlo Tuzii (1970)
- Così sia, dirigida per Alfio Caltabiano (1972)
- Què?, dirigida per Roman Polański (1972)
- Le ultime ore di una vergine, dirigida per Gianfranco Piccioli (1972)
- Reigen, dirigida per Otto Schenk (1973)
- Mamma mia è arrivato così sia, dirigida per Alfio Caltabiano (1973)
- La sculacciata, dirigida per Pasquale Festa Campanile (1974)
- La Race des seigneurs, dirigida per Pierre Granier-Deferre (1974)
- L'assassino è costretto ad uccidere ancora, dirigida per Luigi Cozzi (1975)
- El clan de los inmorales, dirigida per José Gutiérrez Maesso (1975)
- Il pericolo è il mio mestiere, dirigida per Claude Makovski (1975)
- La Baby-Sitter, dirigida per René Clément (1975)
- That Lucky Touch, dirigida per Christopher Miles (1975)
- Umarmungen und andere Sachen, dirigida per Jochen Richter (1976)
- 40 gradi all'ombra del lenzuolo, dirigida per Sergio Martino (1976)
- Folies bourgeoises, dirigida per Claude Chabrol (1976)
- Il mostro, dirigida per Luigi Zampa (1977)
- Moi, fleur bleue, dirigida per Éric Le Hung (1977)
- Schöner Gigolo, armer Gigolo dirigida per David Hemmings (1978)
- Formula 1 La febbre della velocità, dirigida per Mario Morra (1978)
- L'uomo puma, dirigida per Alberto De Martino (1980)
- El monstruo, dirigida per Amaro Carretero i Vicente Rodríguez (1980) - curtmetratge
- La moglie dell'amico è sempre più... buona, dirigida per Joan Bosch i Palau (1980)
- Looping - Der lange Traum vom kurzen Glück, dirigida per Walter Bockmayer i Rolf Bührmann (1981)
- L'inceneritore, dirigida per Pier Francesco Boscaro dagli Ambrosi (1982)

- Campanes roges. Vaig veure néixer un nou món, dirigida per Serguei Bondartxuk (1982)
- Arrivano i miei, dirigida per Nini Salerno (1983)
- Krasnie kolokola. Fil'm 2. Ja videl rojdenie novogo mira, dirigida per Serguei Bondartxuk (1983)
- Romanza final (Gayarre), dirigida per José María Forqué (1986)
- Another Way: D-Kikan-Joho, dirigida per Kōsaku Yamashita (1988)
- Tierra de cañones, dirigida per Antoni Ribas (1999)
- Il nascondiglio, dirigida per Pupi Avati (2007)
- Il figlio più piccolo, dirigida per Pupi Avati (2010)
- Il cuore grande delle ragazze, dirigida per Pupi Avati (2011)
- Poli opposti, dirigida per Max Croci (2015)
- La quattordicesima domenica del tempo ordinario, dirigida per Pupi Avati (2023)
- The Palace, dirigida per Roman Polański (2023)

### Televisió
- L'eroe, dirigida per Manuel De Sica (1976) - telefilm
- Das Erbe der Guldenburgs, dirigida per Gero Erhardt i Jürgen Goslar (1987-1990) - sèrie de televisió
- Il colore della vittoria, dirigida per Vittorio De Sisti (1990) - telefilm
- Edouard et ses filles, dirigida per Gero Erhardt i Jürgen Goslar (1990) - sèrie de televisió
- Die Hütte am See, dirigida per Georg Tressler (1991) - sèrie de televisió
- Tödliches Netz, dirigida per Vivian Naefe (1994) - telefilm
- In the Heat of the Night: Who Was Geli Bendl?, dirigida per Larry Hagman (1994) - telefilm
- L'ispettore Tibbs – episodi Who Was Geli Bendl?, dirigida per Larry Hagman (1994) - sèrie de televisió
- Beckmann und Markowski - Im Zwiespalt der Gefühle, dirigida per Kai Wessel (1996) - telefilm
- Padre Pio - Tra cielo e terra, dirigida per Giulio Base (2000)
- Lourdes, dirigida per Lodovico Gasparini (2000)
- Don Matteo , diversos directors (2001, 2009-en curs)
- Angelo il custode, dirigida per Gianfrancesco Lazotti (2001)
- Papa Giovanni, dirigida per Giorgio Capitani (2002)
- Soraya, dirigida per Lodovico Gasparini (2003)
- Rita da Cascia, dirigida per Giorgio Capitani (2004)
- Edda, dirigida per Giorgio Capitani (2005)
- San Pietro, dirigida per Giulio Base (2005)
- Callas e Onassis, dirigida per Giorgio Capitani (2005)
- Enrico Mattei - L'uomo che guardava al futuro, dirigida per Giorgio Capitani (2009)
- Che Dio ci aiuti (2012)
- Anna Karenina (2013)

## Discografia

### Àlbums d'estudi
- 1980 - Sydne Rome (Easy Records Italiana, ERLP 33101)
- 1983 - Aerobic - Ginnastica a tempo di musica (Sigla Quattro, RCA, SIG 1006)

### EP
- 1980 - Aerobic Fitness Dancing (Hansa, Ariola 105 283, 105 283-000)
- 1986 - Sydne Rome (Five Record, FM 13710)

### Senzills
- 1976 - La fin du film/Dans mon corazon (Polydor, 2056 544 7")
- 1980 - For You/Milky Way (Strand, 6.12 882, 6.12882 AC 7")
- 1981 - Wozu/Coming Back (Strand, 6.12 961, 6.12961 AC 7")
- 1981 - Angelo prepotente/Barefoot Blue (Easy Records Italiana, ER 003 7")
- 1984 - Io amo l'amore/California Dreamin (Five Record, FM 13074 7")